# ایرینا لاچینا
ایرینا لاچینا (به انگلیسی: Irina Lachina) (زاده ۲۹ اوت ۱۹۷۲) بازیگر مولداویایی-روسی است.
از فیلم‌های معروف او می‌توان به بازی در فیلم خدمه پرواز اشاره کرد.